# Symphysanodon octoactinus
Symphysanodon octoactinus är en fiskart som beskrevs av Anderson, 1970. Symphysanodon octoactinus ingår i släktet Symphysanodon och familjen Symphysanodontidae. Inga underarter finns listade i Catalogue of Life.